# Louisa Glückseligová-Pávová

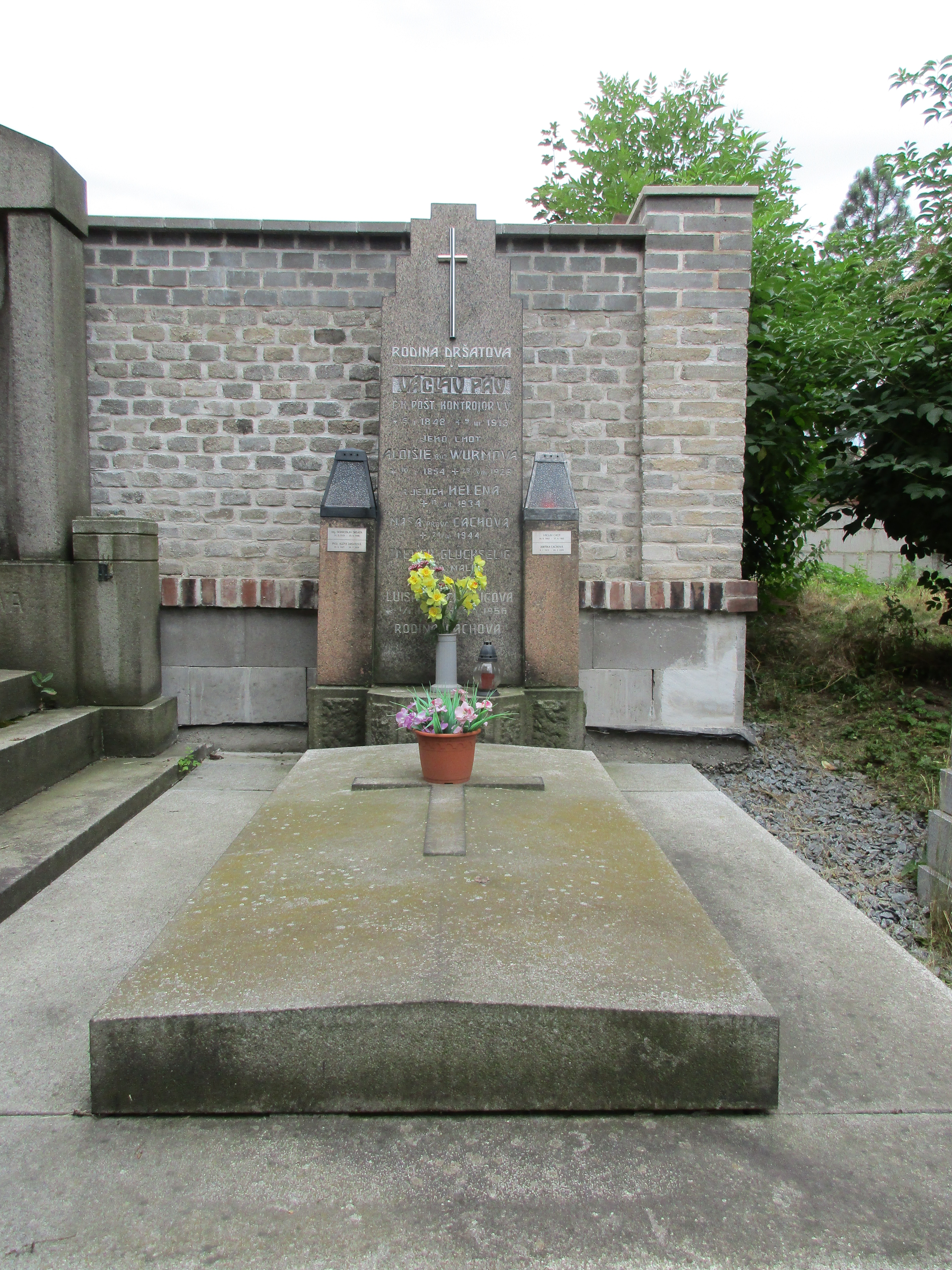
Hrob malíře Zdeňka Glückseliga a jeho ženy Luisy, rozené Pávové na Vršovickém hřbitově

Louisa Glückseligová-Pávová, křtěná Aloisie Jindřiška (1. ledna 1893 Smíchov – 23. května 1955 Klášterec nad Orlicí), byla česká operní pěvkyně, učitelka zpěvu, nakladatelka a sbormistryně.

## Život
Narodila se na Smíchově v rodině poštovního oficiála Václava Páva. Od mládí ráda a dobře zpívala, zprvu pracovala jako úřednice a následně absolvovala Pražskou konzervatoř. Poté se věnovala zpěvu, zvláště pak české moderní písňové tvorbě a působila i jako učitelka zpěvu. Provdala se za ak. mal. Zdeňka Glückseliga. Ve 30. letech založila a vedla nakladatelství, kde se soustředila na knihy veršů. Celkem bylo vydáno 7 titulů v edici „Knihy Havrana“, básnické skupiny Havran. Zpívala též dělníkům v Lidovém domě a vedla pěvecký kroužek dělnic z libeňské Feiglovky. Za okupace byla zatčena pro protiněmeckou učitelskou činnost a vězněna byla v koncentračním táboře v Ravensbrücku. Věznění přežila a vrátila se do Prahy, koncem roku 1945 ovdověla a po čase se odstěhovala do Klášterce nad Orlicí, kde se zapojila do kulturního života. Zemřela zde v květnu 1955 a pohřbena byla v Praze na Vršovickém hřbitově v hrobce vedle svého muže.